# ليلة عمر 5 (ألبوم)
ليلة عمر 5 هو الجزء الخامس من سلسلة ليلة عمر للفنان عبد الله الرويشد إنتاج 1993 وفيه تعاون لأول مرة مع الفنان أصيل أبو بكر في أغنية لحظة. وكالعادة لا يخفى على الكثير من متابعي أعمال عبد الله الرويشد ان يكون للشاعر والملحن الراحل حسين أبوبكر المحضار نصيب له في معظم أعمال الرويشد وأيضا الملحن الراحل راشد الخضر. ويتنوع العمل ما بين الفن العدني وفن الصوت والسامري

## محتوى الالبوم

### الوجه الأول
- المحبة:- كلمات حسين المحظار والحان صالح الشهري
- لحظة:- كلمات محمد القرني والحان أصيل أبو بكر سالم
- ذاب روحي وهذا العمل من التراث وهو من فن الصوت
- وعدتيني:- عبد الأمير عيسى والحان سليمان الملا

### الوجه الثاني
- الحب توافيج:- كلمات هندي العنزي والحان عماد الرميثان
- يا حمام:- شعر من كتاب الفن والسامر والحان عماد الرميثان
- احترق:- كلمات الشاعر السعودي صالح الشادي والحان عبد الله الرويشد
- عندي الدليل:- كلمات عبد اللطيف البناي والحان راشد الخضر